# 中環杯囲棋オープン戦
中環杯囲棋オープン戦（ちゅうかんはいいきおーぷんせん、中環盃圍棋公開賽）は、台湾の囲碁の棋戦。1994年開始。台湾棋院の棋士と、予選を勝ち抜いたアマチュア棋士が参加するのが特徴。
名称は、第16期からは「中環杯プロ囲棋戦」（中環盃職業圍棋賽）。
- 主催 （1-6回）中華囲棋協会、（7回-）台湾棋院
- 協賛 中環公司
- 優勝賞金 (1-3期)30万元、(5期)25万元、(6-7期)30万元、(8-期)15万元

## 方式
- トーナメント制。第1-7期は2敗者失格の敗者復活戦方式、第8期から通常のトーナメント方式。
- 持時間は1-17期は3時間、18期からは2時間30分で、残り5分から秒読み。

## 出場選手
- 前回ベスト4の選手は、2回戦（ベスト16）シード。
- 第7-9回はアマチュア選手は不参加。
- 第4-5期は中国囲棋協会から2名ずつの選手が招待参加。第6期は招待するが不出場。第9期は1名出場。

## 歴代優勝者と決勝戦
（左が優勝者）
1. 1994年 陳国興 - 周咸亨
2. 1995年 彭景華 - 周俊勲
3. 1996年 周俊勲 - 程清江
4. 1997年 余平 - 周俊勲
5. 1998年 華学明 - 楊暉
6. 1999年 周俊勲 - 彭景華
7. 2000年 周俊勲 - 陳永安
8. 2001年 楊志徳 - 周俊勲
9. 2002年 黄祥任 - 楊志徳
10. 2003年 彭景華 - 林聖賢
11. 2004年 周俊勲 - 黄祥任
12. 2005年 陳詩淵 - 林聖賢
13. 2006年 庾炅旻 - 周俊勲
14. 2007年 蕭正浩 - 陳詩淵
15. 2008年 陳詩淵 - 林至涵
16. 2009年 林書陽 - 陳詩淵
17. 2010年 簡立宸 - 周俊勲
18. 2011年 陳詩淵 - 林書陽
19. 2012年 林書陽 - 陳詩淵